# Nicolae Rujinschi
Nicolae Rujinschi - ortografiat uneori și ca Nicolae Rujinski - (n. 15 iunie 1864 - d. 1946, București) a fost unul dintre generalii Armatei României din Primul Război Mondial.
A îndeplinit funcția de comandant de divizie în campaniile anilor 1916 și 1917.
A fost decorat cu Ordinul „Mihai Viteazul”, clasa III, pentru modul cum a condus Brigada 39 Infanterie în campania anului 1916.
„Pentru vitejia și avântul remarcabil cu care a condus Brigada în luptele din Dobrogea, Transilvania, Văile Slănicului și Oituzului, în 1916. În luptele de la Arabagi și Hârja, fiind copleșit de forțele superioare ale inamicului, s-a pus în fruntea luptătorilor ce a putut să adune dinprejur și cu carabina în mână a contraatacat pe inamic respingându-l.”
Înalt Decret no. 1630 din 30 decembrie 1917:p. 120

## Cariera militară
După absolvirea școlii militare de ofițeri cu gradul de sublocotenent, Nicolae Rujinschi a ocupat diferite poziții în cadrul unităților de infanterie sau în eșaloanele superioare ale armatei, cele mai importante fiind cele de comandant al Regimentului 15 Infanterie sau comandant al Brigăzii 38 Infanterie.
În perioada Primului Război Mondial, îndeplinit funcțiile de comandant al Diviziei 7 Infanterie, în perioada 24 decembrie 1916 - 30 august 1917, comandant al Diviziei 9 Infanterie, în perioada 31 august 1917 - 22 mai 1918 și comandant al Diviziei 12 Infanterie, în perioada 22 mai 1918 - 28 octombrie 1918 distingându-se în cursul Bătăliei de la Mărăști din anul 1917.

## Lucrări
- Curs de topografie neregulată sau de campanie predat la școla de oficeri de Căpitan N. Rujinschi, Tipografia Voința Națională, Bucuresci, 1901
- Curs de topografie regulată predat la Scóla de oficeri de Căpitan N. Rujinschi. Tipografia Voința Națională, Bucuresci, 1900
- Elemente de topografie de campanie și cetirea hărților. [De] Locot.-Colonel N. Rujinschi. Ed. II. Atelierele Grafice Flacăra, București, 1913[8]

## Decorații
- Ordinul „Steaua României”, în grad de ofițer (1912)
- Ordinul „Coroana României”, în grad de ofițer (1904) [1]:p. 435
- Ordinul „Mihai Viteazul”, clasa III, 30 februarie 1917[3]:p. 120
- Ordinul Ferdinand în grad de Mare Ofițer
- Ordinul Sfinților Mauriciu și Lazăr în grad de Mare Ofițer (Italia)
- Ordinul Leului Alb în grad de Mare Cavaler (Cehoslovacia)[9]